# Opetiops alienus
Opetiops alienus är en tvåvingeart som först beskrevs av Hermann 1916.  Opetiops alienus ingår i släktet Opetiops och familjen Pantophthalmidae. Inga underarter finns listade i Catalogue of Life.